# Coppia in volo (9136)
Coppia in volo è un affresco rinvenuto nella villa Arianna a Stabia e custodito all'interno del Museo archeologico nazionale di Napoli.

## Storia e descrizione
L'affresco venne dipinto nell'atrio di villa Arianna tra il 10 e il 37. Fu ritrovato il 5 settembre 1761, durante le prime esplorazioni archeologiche a Stabia a opera dei Borbone, venendo staccato per ricavarne un quadretto.
L'opera raffigura la coppia di sposi Dioniso e Arianna nel momento in cui volano verso il cielo: i due personaggi, su un fondo nero, sono parzialmente abbigliati con vesti che, mosse dal vento, si rigonfiano. Dioniso ha il capo cinto con una corona di alloro: nella mano sinistra porta il tirso mentre con quella destra prende la mano di Arianna, la quale a sua volta regge con la mano destra la veste fluttuante.